# الغاسول (ولاية البيض)

الغاسول مدينة وبلدية تابعة إقليميًا إلى دائرة بريزينة ولاية البيض الجزائرية، يحدها شمالا بلدية استيتن و بلدية البيض عاصمة الولاية، جنوبا بلدية بريزينة عاصمة الدائرة، شرقا بلديات دائرة بوعلام ( بوعلام و سيدي عمر ) و غربا بلدية كراكدة .

## أصل التسمية
لقد اختلفت الآراء حول التسمية الحقيقية للغاسول وذلك بسبب انعدام المصادر التاريخية خاصة الوثائق التي يمكن الاستدلال بها في معرفة الأصل التاريخي للتسمية، ولكن الروايات الشفوية تشير إلى أن هذه المنطقة عرفت باسم الغاسول نسبة إلى نوع من التربة ذات لون أزرق تتواجد بكثرة في هذه المنطقة حيث كانت تستعمل في الغسيل [ الملابس والصوف ] وفي وقتنا الحالي نجد الكثير من مواد التجميل والغسيل تحمل اسم ــ الغاسول ــ وبناء عليه تبقى تسمية الغاسول نسبة إلى هذه التربة أقرب إلى الحقيقة. وبما أن سكان الغاسول القدماء زاولوا حرفتي الرعي والزراعة بناء على الخصوصيات الجغرافية والبيئية لم يكن لهم الاهتمام الكافي بالجانب التاريخي مما جعل أغلب الأجيال المتعاقبة على الغاسول تعتمد على الروايات الشفوية في ترسيخ الأحداث وتوارثها من جيل لآخر، لكن الشيء الذي لا يختلف عليه اثنان هو أن الرواية الشفوية تحكمها عدة عوامل منها : الزمن ـ النقص أو الإضافة ـ التشويه ـ العاطفة والميول ـ انعدام الحس التاريخي.

## جغرافيا المنطقة

### الموقع الجغرافي
تقع بلدية الغاسول جنوب ولاية البيض بحوالي 43 كلم يحدها من الشمال البيض ومن الجنوب بريزينة وشرقا استيتن وسيدي عمر وغربا لكراكدة وهي تتربع على مساحة 557 كلم مربع يبلغ عدد سكانها حسب إحصاء أفريل 2008 أكثر من 8000 نسمة موزعة على منطقة الغاسول وبوصلاح والمنيجل والمناطق المبعثرة بالإضافة إلى الرحل.

## التاريخ
يعتبر الغاسول الخلفية الحربية لمقاومة أولاد سيد الشيخ بقيادة الشيخ بوعمامة حيث كان منطقة تمــوين بالمــــواد الغذائية وعلاج الجرحى وتحضير الخطط الحربية وهذا لكون الغاسول قريبا من مجريات الأحداث إلى جانب الغزوات والحروب المحلية التي عاشها سكان المنطقة فإن مشاركتـــهم في ثـــورة التحـــرير المباركة كان أكثر من نار على علم.
حيث تعرضت المنطقة للهيمنة الاستعمارية بحيث دخل العدو منطقة الغاسول خلال شهر جويلية 1956 عابثا بالأهالي وممتلكـــاتهم وزارعا الرعب والهلــــع ورغم ذلك لم يتخلف السكان عن الدفاع حيث التحقـوا مبــاشرة بجيش التحريـــر الـــوطني دفاعا عن الأرض والسيـــــادة فكـــانت قائمة الشهداء طويلة أولئك الذين لبوا نداء الواجب لتروى الوهاد والجــبال والأرض من دمــائهم الطاهرة ولعل من أهم المعارك معركة محجوبة ومعركة غزالة ومعركة لقرمي وكمين النسنيسة.
وما زالت الآثار باقية حتى اليوم وشاهدة على شراسة بني الأصفر الذي استباح الأرواح والدماء وعاث في الأرض فسادا.

## أحياء وقرى البلدية

### القرى
- بوصلاح
- المنيجل
- ثنية أولاد مومن
- طريق بوعلام

### المداشر
- لقصر القديم الذي يشمل أيضا منطقة الضي والرڨبة.

- عين القصور الذي يشمل أيضل المنطقة المسماة النسنيسة.

- الحي الجديد المعروف بقرية المناصير أو أولاد يحي أو سكرة.

### الأحياء
تنقسم الغاسول إلى أربع مقاطع كبرى:
01- حي  197 قطعةو هو مجموع السكنات الواقعة بمدخل المدينة إلى غاية مخرج المدينة المؤدي إلى بلدية بريزينة عاصمة الدائرة والتي تقع يسار الطريق الوطني رقم 107 ابتداء من المسبح  إلى غاية الثانوية الجديدة. 
02- حي لبداع (أو الإبداع): و هو مجموع السكنات الواقعة ما بين الطريق الوطني رقم 107 و الشارع الرئيسي للبلدية المعروف بالجردا jardin.
03 - حي طريق الجبانة (المقبرة): و يمتد من ملحقة المتوسطة (الثانوية سابقا) و حديقة الوئام إلى غاية الشارع الرئيسي للبلدية من جهة والمزارع من الجهة الجنوبية.
04- حي عبد العزيز واضح: يشمل المنطقة الواقعة بين مقبرة الشهداء - الملعب البلدي - حديقة الوئام - المقبرة + طريق الرقبة.

## الرياضة
- النشاط الرياضي : لدى بلدية الغاسول فريقان رياضيان في كرة القدم هما مولودية الغاسول قديم النشأة ونادي شباب الغاسول حديث النشأة ينشطان في البطولة الولائية للولاية بالإضافة إلى بعض الفرق المستجدة التي لم يذع صيتها بعد.

## الاقتصاد

### الفلاحة

#### تربية المواشي
يبلغ عدد موالي المنطقة إلى ما يقارب 1036 موالا . 

#### الزراعة
بالإضافة إلى تربية المـــواشي فإن سكان بلدية الغاسول يمارسون زراعة النعناع والأشجار المثمرة بوسائل تقليدية حيث تتوفر البلدية على عدة محيطات فلاحيــة وهـي:

##### محيط القصر القديم
```
يضم محيط القصر القديم حوالي 230 بستان مستغل من قبل 217 فلاحا تــنتج حـــوالي 2000 قنطار من النعناع سنويا ويسوق هذا الإنتاج إلى ولايات عديدة مـــن القطر بل حــــتى لدول خارجية مثل فرنسا وإيطاليا وبنفس المحيط حوالي 16000 شجرة مثمــرة.
```

##### محيط حرازة
```
أمــا محيــط حــرازة الذي يتربع على مساحة 400 هكتار موزعة على 80 مستفيدا إضافة إلى ذلك يوجد سهل المنيجل الذي يتربع على 3780 شجرة مثمرة ومختلفة الفاكهة ننوه هنا إلى أن نسبة المياه تختلف من جهة إلى أخرى وعلى العمـــوم غير كافية بالنظر إلى كثرة البساتين في الفترة الأخيرة خاصة بالغاسول، يبقى إنتاج النعنــاع بين أخـذ ورد يخضـــع لفلسفــــة الســـوق والعرض والطلب بلغ الكلغ الواحد في سنوات خلت إلى 500.00 دج إلا أنه عــرف تدنيا خطيرا أدى إلى تضمر الفلاحين وخيبة أملهم في ذلك .
```

## وصلات أخرى

### وصلات داخلية
- دائرة بريزينة
- ولاية البيض

### وصلات خارجية
- إذاعة البيض الجهوية: الموقع الرسمي.
- الموقع الرسمي لولاية البيض.
- متوسطة ابن خلدون (البيض).